# Venae thoracoepigastricae
Bei den Venae thoracoepigastricae handelt es sich um eine Gruppe von epifaszialen Venen an der vorderen und seitlichen Wand des Brustkorbes. Sie leiten das Blut der Hautvenen in diesem Bereich zur Vena axillaris. Anastomosen bilden sie mit den Venae epigastricae superficiales, wodurch sie die Stromgebiete der oberen und unteren Hohlvene verbinden. Eine Thrombophlebitis dieser Venen oder deren Äste wird als Morbus Mondor bezeichnet.